# Xã Lower Tyrone, Quận Fayette, Pennsylvania
Xã Lower Tyrone (tiếng Anh: Lower Tyrone Township) là một xã thuộc quận Fayette, tiểu bang Pennsylvania, Hoa Kỳ. Năm 2010, dân số của xã này là 1.123 người.